# Katolická církev v Nigérii
Katolická církev v Nigérii je křesťanské společenství v jednotě s papežem. Ke katolicismu se v Nigérii hlásilo v roce 2010 asi 22,6 miliónu obyvatel , tzn. asi 13% populace.

## Historie
Po nepříliš úspěšných pokusech o evangelizaci této africké oblasti již od 15. století začala novodobá evangelizace dnešní Nigérie v 19. století a je spojena od roku 1860 se Společností afrických misií (SMA, jinak zvaná Africké lyonské misie), od roku 1885 působí v zemi i Spiritáni.
V roce 1982 zemi navštívil papež Jan Pavel II., při své druhé návštěvě v roce 1988 beatifikoval v Oba nigerijského trapistického mnicha Cypriána Iwene Tansiho. Za oficiální patrony Nigérie určil již papež Jan XXIII. Pannu Marii - Královnu Nigérie a sv. Patrika.
V Nigérii vedle sebe žijí křesťanství a islám: křesťanství je hlavním náboženstvím jihu země, na severu převažuje islám a je uplatňována šaría. Křesťané i ostatní obyvatelé země jsou ohrožováni útoky islamistické organizace Boko Haram, od roku 2009 zemřelo v jejich důsledku více než 20 tisíc lidí, z toho stovky nigerijských křesťanů.  V březnu 2015 adresoval papež František dopis nigerijským biskupům, v němž se zasazoval za mír pro zemi, trápenou "rukou lidí, kteří se prolašují za duchovní, ale kteří zneužívají náboženství a dělají z něj ideologii, kterou ohýbají ke svým vlastním zájmům nadvlády a smrti" .

## Církevní struktura římskokatolické církve
V Nigérii je 9 církevních provincií, mezi něž je rozděleno dalších 43 sufragánních diecézí, a dále dva apoštolské vikariáty. Jde o následující:
- Arcidiecéze Abuja
  - Diecéze Gboko
  - Diecéze Idah
  - Diecéze Katsina-Ala
  - Diecéze Lafia
  - Diecéze Lokoja
  - Diecéze Makurdi
  - Diecéze Otukpo
- Arcidiecéze Benin City
  - Diecéze Auchi
  - Diecéze Issele-Uku
  - Diecéze Uromi
  - Diecéze Warri
- Arcidiecéze Calabar
  - Diecéze Ikot Ekpene
  - Diecéze Ogoja
  - Diecéze Port Harcourt
  - Diecéze Uyo
- Arcidiecéze Ibadan
  - Diecéze Ekiti
  - Diecéze Ondo
  - Diecéze Osogbo
  - Diecéze Oyo
- Arcidiecéze Jos
  - Diecéze Bauchi
  - Diecéze Jalingo
  - Diecéze Maiduguri
  - Diecéze Pankshin
  - Diecéze Shendam
  - Diecéze Yola
- Arcidiecéze Kaduna
  - Diecéze Ilorin
  - Diecéze Kafanchan
  - Diecéze Kano
  - Diecéze Minna
  - Diecéze Sokoto
  - Diecéze Zaria
- Arcidiecéze Lagos
  - Diecéze Abeokuta
  - Diecéze Ijebu-Ode
- Arcidiecéze Onitsha
  - Diecéze Abakaliki
  - Diecéze Awgu
  - Diecéze Awka
  - Diecéze Ekwulobia
  - Diecéze Enugu
  - Diecéze Nnewi
  - Diecéze Nsukka
- Arcidiecéze Owerri
  - Diecéze Aba
  - Diecéze Ahiara
  - Diecéze Okigwe
  - Diecéze Orlu
  - Diecéze Umuahia
- bezprostředně podřízeny Svatému stolci jsou:
  - Apoštolský vikariát Bomadi
  - Apoštolský vikariát Kontagora

## Ostatní katolické církve
V nigerijském městě Ibadan sídlí maronitský Apoštolský exarchát západní a střední Afriky, zřízený papežem Františkem v roce 2014.

## Biskupská konference
Všichni katoličtí biskupové v zemi jsou členy Nigerijské konference katolických biskupů (Catholic Bishops' Conference of Nigeria, CBCN) se sídlem v Lagosu. Ta je organizována v Asociaci biskupských konferencí anglofonní západní Afriky (Association of Episcopal Conferences of Anglophone West Africa, AECAWA) a celoafrickém Sympoziu biskupských konferencí Afriky a Madagaskaru.
Z Nigérie pochází celkem čtyři kardinálové:
- Dominic Ignatius Ekandem (1917-1995), kardinálem kreován v roce 1976
- Francis Arinze (* 1932), kardinálem kreován v roce 1985
- Anthony Okogie (* 1936), kardinálem kreován v roce 2003
- John Onaiyekan (* 1944), kardinálem kreován v roce 2012

## Nunciatura
Svatý stolec je v Nigérii reprezentován apoštolským nunciem, který sídlí v Lagosu. Do října 2016 tuto funkci zastával Augustine Kasujja.

## Katolické univerzity v Nigérii
- Caritas University, Amorji-Nike
- Godfrey Okoye University, Enugu
- Madonna University (Ihiala), Okija
- Our Saviour Institute of Science and Technology, Enugu
- VUNA, Veritas University Abuja (The Catholic University of Nigeria), Abuja[4]
- Augustine University Ilara
- Don Bosco Institute of Philosophy[5] afiliovaný k Papežské salesiánské univerzitě (UPS) v Římě
- Dominican Institute[6]
- Pan-Atlantic University, Lagos[7]
- Claretian Institute of Philosophy, Nekede